# سام ویلوبی
سام ویلوبی (انگلیسی: Sam Willoughby؛ زادهٔ ۱۵ اوت ۱۹۹۱) دوچرخه‌سوار اهل استرالیا است.
وی در مسابقات کشوری و بین‌المللی در مجموع برندهٔ ۲ مدال طلا، ۱ مدال نقره شده‌است.